# Naturizem
Naturizem je življenjski slog v sožitju z naravo, ki se izraža skozi socialno goloto.
Spekter ljudi, ki živijo ta slog, sega od ljudi ki občasno uživajo v goloti na dopustu do družbeno aktivnih posameznikov, ki se zavzemajo za večjo svobodo in prožnejši odnos družbe do golote.
Cilji gibanja so zdravo življenje v sožitju z naravo in drugimi ljudmi in osvobajanje predsodkov, saj socialna golota briše meje med družbenimi sloji:
»Pri naturizmu gre za premišljeno goloto, ki sta ji fetišizem in izumetničenost tuja in se strogo ločuje od golote, ki preseneča in vzburja. Dejstvo, da si gol med drugimi ustvarja posebno vzdušje socialne povezanosti: pokažemo se takšni kot smo, pristni v vsej svoji 'goli resnici'.«
Naturizma ne gre zamenjevati z erotiko ali javnim izkazovanjem spolnosti, kljub občasnim zmotnim upodobitvam v popularni kulturi, prav tako ne z zlorabami pojma »nudizem« na nekaterih pornografskih straneh. Neprimerno (nespodobno) obnašanje je v urejenih okoljih (kampi, uradne plaže) strogo sankcionirano, prav tako pa se naturisti iz načelnih razlogov v celoti izogibajo prirejanjem prireditev, ki so v nasprotju s temi ideali. Tako so večinoma nezaželena tudi lepotna tekmovanja.

## Zgodovina naturizma
Moderno naturistično gibanje ima številne korenine, njegov izvor pa sega v konec 19. stoletja kot odgovor na nezdrav odnos do golote v viktorijanski dobi. Začetek so predstavljale publikacije o koristnih učinkih golega sončenja in kopanja, hkrati pa so nekateri angleški in nemški učitelji pričeli uveljavljati organizirano golo kopanje in telovadbo, med bolj znane spada na primer Alfred Koch. Naturizem (takrat še nudizem) je v tem obdobju temeljil predvsem na telesni vzgoji in zdravem načinu življenja.
Med obema svetovnima vojnama se je razširil tudi v Francijo (kjer se je poleg izraza nudizem uveljavil tudi izraz »naturisme«), v skandinavske dežele in ZDA, v Nemčiji pa se je v tem času uveljavil tudi izraz »Freikörperkultur« (FKK). Hkrati s tem je nudizem začel razširjati svoje dejavnosti tudi na skrb za naravo in zdravo prehrano (sem spada prepoved uživanja poživil) in se tako dokončno spremenil v naturizem.
V času nacizma je bil naturizem prepovedan (knjige Alfreda Kocha so na primer javno sežgali kot »nenemške«) in se je v Nemčiji ponovno razmahnil šele po drugi svetovni vojni, še posebej velik razcvet pa je doživel v nekdanji Nemški demokratični republiki.
Po drugi svetovni vojni je leta 1953 v francoskem mestecu Montalivet nastala mednarodna naturistična organizacija (INF), ki združuje številne naturistične zveze.

## Naturizem v Sloveniji
Za začetnika naturizma v Sloveniji se šteje zdravnik Arnold Rikli, ki je leta 1855 na Bledu začel zdraviti z vodnimi in zračnimi kopelmi, bistvo njegovega zdravljenja pa je bilo kopanje v hladni vodi, golo sončenje in sprehajanje.
Prvo knjigo na temo naturizma na Slovenskem je 1924 izdal Ivo Zor ("Solnjčenje«), njegov nadaljnji razvoj pa je bil povezan z razvojem na nemškem govornem območju in z naturizmom na Jadranu, kjer je prvi naturistični tabor leta 1934 na Rabu odprl Richard Ehrmann. V petdesetih letih so na Jadran pričeli hoditi številni naturisti iz Nemčije in Avstrije, skladno s tem pa se je večalo število naturističnih plaž.
Zaradi svetovnega naturističnem kongresa v Koversadi leta 1972 je nastalo Društvo prijateljev Koversade. V društvu so bili v veliki večini Slovenci, sedež je bil v Ljubljani, zato štejemo to leto kot začetek organiziranega naturizma v Sloveniji. V naslednjih letih so postopno nastala društva, leta 1977 pa je bila ustanovljena Zveza društev naturistov Slovenije, ki je od leta 1988 članica mednarodne naturistične zveze.

### Društva
Danes v Sloveniji delujejo naslednja društva: 
- K naravi, Lotos (oba v Ljubljani)
- Triglav (Kranj)
- Venera (Celje)
- Mali Raj (Dolenje polje pri Dolenjskih Toplicah)

Društva povezuje Zveza društev naturistov Slovenije, ki ima sedež prav tako v Ljubljani, upravlja pa tudi spletišče http://www.naturist.si.

### Naturistične zmogljivosti v Sloveniji
Naturistične zmogljivosti v Sloveniji so omejene, kjub oceni slovenskega turističnega združenja, da v tujini (predvsem na Hrvaškem) počitnikuje vse do 100 tisoč naturistov iz Slovenije: 
- Na voljo sta dva kampa: Banovci[8] in Smlednik[9].
- Društveni prostori: društvo K naravi je ob Savi uredilo lastni društveni prostor, enako velja za društvo Venera ob Šmartinskem jezeru.
- Sončenje: nekatera kopališča in savne so uredile prostore za sončenje (običajno terase), vendar z izjemo zunanjih bazenov ob savnah ne omogočajo naturističnega kopanja in jih zaradi njihove omejenosti naturisti ne prištevajo med naturistične zmogljivosti. Sem spadajo na primer Dežela savn v Atlantisu[10], Savna Fanči[11], Terme Snovik[12] in še nekaj drugih kopališč, ki imajo »nudistične plaže«.